# Artes marciales de Japón

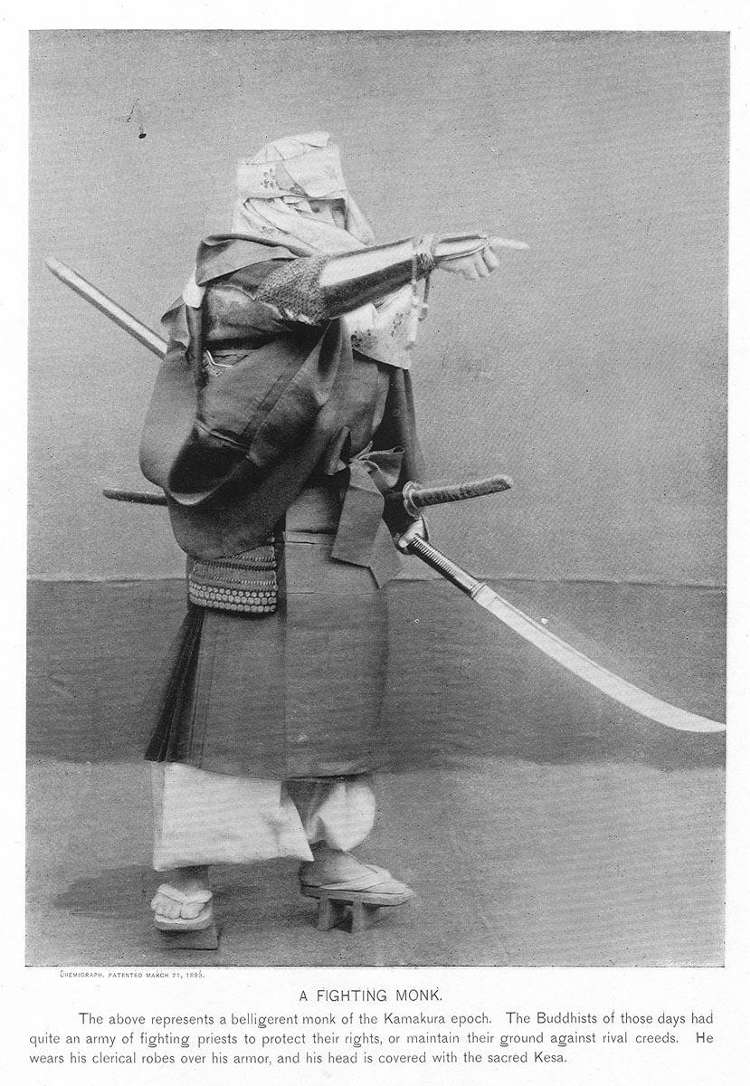
Fotografía de finales del de un monje guerrero japonés (sōhei) vestido con sus ropas clericales sobre la armadura, su cabeza está cubierta con un sagrado Kesa y armado con una naginata y un tachi, a veces es confundido con un yamabushi.

Las Artes marciales japonesas se refieren a la enorme variedad de artes marciales de los nativos de Japón. Por lo menos tres términos japoneses a menudo se utilizan indistintamente con la frase "artes marciales japonesas": "Budō", que literalmente significa "camino marcial", "bujutsu" (武術), que no tiene traducción perfecta, pero significa algo así como ciencia, el arte, o el arte de la guerra, y "bugei" (武芸), que literalmente significa "arte marcial".
El término "budō" es moderno y se usa normalmente para indicar la práctica de las artes marciales como una forma de vida, abarca lo físico, espiritual y moral con un enfoque de superación, cumplimiento y crecimiento personal. Los términos bujutsu y bugei tienen definiciones más discretas, al menos históricamente hablando. Bujutsu se refiere específicamente a la aplicación práctica de las tácticas y las técnicas marciales en un combate real. Bugei se refiere a la adaptación o perfeccionamiento de las tácticas y técnicas para facilitar la enseñanza sistemática y difusión dentro de un ambiente de aprendizaje formal.

## Historia
El origen histórico de las artes marciales japonesas se pueden encontrar en la tradición guerrera de la época medieval donde los samurái y el sistema de castas restringían el uso de armas por miembros de las clases no guerreras. Originalmente, se esperaba que el samurái fuera competente en muchas armas, así como en el combate sin armas, y alcanzar el mayor dominio posible de habilidades de combate, con el propósito de servir a su señor, y a su feudo, buscando la gloria para a sí mismo o para sus vasallos y clan. Con el tiempo, ello dio lugar a una filosofía de lograr metas espirituales, esforzándose por perfeccionar sus habilidades marciales.
Por lo general, el desarrollo de las técnicas de combate se entrelaza con las herramientas utilizadas para ejecutar dichas técnicas. En un mundo que cambia rápidamente, las herramientas están en constante cambio, lo que requiere que las técnicas para usarlas se estén continuamente reinventando. La historia de Japón es algo único en su relativo aislamiento. En comparación con el resto del mundo, las herramientas de guerra japonesas evolucionaron lentamente. Muchas personas creen que esto brindó a la clase guerrera la oportunidad de estudiar las armas con mayor profundidad que otras culturas. Sin embargo, la enseñanza y la formación de estas artes marciales ha evolucionado, primero con las condiciones en el campo de batalla, (tiro con arco dando forma a la espada, dando paso a la lanza), a continuación, a través de un largo período de paz, y finalmente en los tiempos modernos. Con el tiempo, se dieron dos tendencias definidas de las artes marciales de Japón: primero hubo una creciente especialización en el manejo de las armas, y el entendimiento del arte de guerra, y en segundo lugar, muchas de las artes evolucionaron hacia prácticas más pacíficas donde las enseñanzas del budō se aplicaron a la mejora de la sociedad, lo que implica un propósito mayor que simplemente el dominio de las armas.

## Koryū
Artículo Principal: Koryū budō
Koryu (古流: こりゅう), también llamada Kobudō, es decir, la escuela tradicional, o de la vieja escuela, se refiere específicamente a las escuelas de artes marciales, originarios de Japón, ya sea antes del comienzo de la Restauración Meiji en 1866, o el Edicto Haitōrei en 1876. El término también se utiliza generalmente para indicar que un determinado estilo o el arte es "tradicional", en lugar de "moderno". Sin embargo, lo que significa para un arte a ser "tradicional " o "moderno" está sujeto a debate. Como regla general, el propósito principal de un arte marcial koryū era para uso en la guerra ('acabar con el oponente de la manera más rápida y efectiva'). El ejemplo más extremo de una escuela koryū es la que conserva su tradicional y antiguo estilo a menudo, las prácticas marciales, incluso en ausencia de continuar las guerras en las que ponerlos a prueba se siguen practicando. Otras escuelas koryū pueden haber hecho modificaciones a sus prácticas que reflejan el paso del tiempo. Esto es la diferencia de "moderno" en artes marciales, cuyo objetivo principal es generalmente el automejoramiento (mental, físico o espiritual) del profesional individual, con diferentes grados de énfasis en la aplicación práctica del arte marcial, ya sea para el deporte o con fines de defensa propia.

### Sumo
Sumō (相撲: すもう), considerado por muchos como el deporte nacional de Japón, tiene su origen en un pasado lejano. Los primeros registros escritos de Japón, que datan desde el siglo VIII d. C. Es un tipo de lucha libre donde dos luchadores contrincantes o rikishi se enfrentan en un área circular. Es de origen japonés y mantiene gran parte de la tradición sintoísta antigua.

### jū-jutsu
El jiu-jitsu (柔術 jūjutsu?, lit., «el arte suave») es un arte marcial japonés clásico o koryū budō que abarca una variedad amplia de sistemas de combate modernos basados en la defensa "sin armas" de uno o más agresores tanto armados como desarmados.1 Las técnicas básicas incluyen principalmente luxaciones articulares, y además golpes, patadas, rodillazos, esquivas, empujones, proyecciones, derribos, y estrangulamientos. Estas técnicas se originan en métodos de batalla de los bushi (guerreros japoneses clásicos), para hacer frente a otros guerreros samurái con armadura, (de ahí su énfasis en atacar con luxaciones, lanzamientos y estrangulaciones, más que fomentar el uso de golpes y patadas) sus diferentes apartados técnicos se han desarrollado a lo largo de cerca de dos milenios.2
El jiu-jitsu clásico además de la defensa sin armas, admite emplear otros objetos como armas defensivas u ofensivas, como pueden ser el abanico, el parasol, las cuerdas (Hojōjutsu), las monedas y las armas pequeñas de corte y contundentes, como jutte o tridente, tantō, kakushi buki (armas ocultas) e incluso kusarigama, ryofundo kusari o bankokuchoki, que resultan más elaboradas.
El jiu-jitsu era parte de sistemas más amplios llamados bujutsu, que incluía a su vez las principales armas largas del guerrero samurái de entonces: katana o sable, tachi o sable de caballería, yari o lanza, naginata o alabarda, jō o bastón medio y bō o bastón largo, entre muchísimas otras. Estos métodos de combate cuerpo a cuerpo eran parte importante de los distintos sistemas desarrollados para emplear en el campo de batalla y se pueden clasificar como katchu bujutsu o yoroi kumiuchi (combatir con o sin armas, vestido en armadura) de la era Sengoku (1467-1603) o suhada bujutsu de la era Edo (1603-1867) (combatir vistiendo a la usanza de la época, con kimono y hakama).
Estos sistemas de combate "cuerpo a cuerpo", empezaron a conocerse como Nihon koryu jujutsu (jiu-jitsu japonés antiguo), entre otros términos, durante el período Muromachi (1333-1573), de acuerdo con los densho de varias escuelas o ryuha y a registros históricos.

### Kenjutsu
El Kenjutsu (剣術：けんじゅつ）es un arte marcial japonés tradicional del koryu budo (Kobudō). Existen varias escuelas (ryu) cuyo objetivo es enseñar a combatir de manera eficiente con el sable japonés. La práctica puede desarrollarse de muchas formas dependiendo del ryu practicado.

### Iaijutsu
El iaijutsu (居合) Es una técnica de espada combativa y rápida. Se basa en el desenvaine, el corte, el desangrado de la Katana, y en el envainado de esta. Es un arte tradicional (o Koryū budō) predecesora del Iaidō moderno. Es un estilo de lucha, orientado más a las facetas cotidianas del Samurái que a estilos combativos en el campo de batalla. Se practica de manera solitaria la mayoría de las veces, y no existe competición alguna orientada a este estilo.

### Kyujutsu
Kyūjutsu (弓術) es el tradicional arte marcial japonés del tiro con arco. Aunque los samuráis de la época feudal del Japón son más conocidos por su dominio de la katana (kenjutsu), el kyūjutsu es actualmente considerado una de las más importantes habilidades en una significativa porción de la historia de Japón. Durante la mayor parte del período Kamakura y el período Muromachi (c.1185-c.1568), el arco fue el símbolo de los guerreros profesionales, y el estilo de vida de los guerreros se describía como "el camino del caballo y el arco" (弓馬の道 kyūba no michi).
No confundir este estilo con el tiro con arco a caballo o Yabusame.

### Battōjutsu
Se denomina battōjutsu a las técnicas de desenvainar la espada y cortar. También se conoce con otros nombres tales como: iai nuki, iaijutsu y en su forma más moderna como Iaido.
No existe una fecha exacta de la cual se pueda decir que se originó el battojutsu, pero es natural que haya nacido posteriormente a la fecha de la creación de la curvatura de la katana (sable japonés posterior al tachi), ya que la capacidad de desenvainar y cortar con eficacia, nace naturalmente de las características físicas de dicha hoja curvada.

### Naginatajutsu
Naginatajutsu (長刀術 or 薙刀術) es un arte marcial japonés para el manejo de la naginata. Actualmente la naginatajutsu se practica en una versión modernizada gendai budō, Naginata (なぎなた), en la cual la competición es posible.

### Sōjutsu
Sōjutsu (槍術?), significa «arte de la lanza», es un arte marcial japonés que consiste en el uso de la lanza (槍 yari).

### Ninjutsu
El ninjutsu (忍術), también conocido como shinobi-jutsu, y como ninpō (忍法), es el arte marcial japonés del espionaje y la guerrilla. Este arte marcial, se basa en grupos de técnicas y tácticas (consideradas clásicamente 20) que han utilizado supuestamente los ninjas durante siglos. Los primeros datos que se tienen de la utilización de ninjas en el campo de batalla data del siglo V, lo que nos da una idea de la antigüedad de este estilo de lucha, que se complementaba con el aprendizaje de muchas habilidades útiles para el espionaje, como la caracterización o falsificación de documentos, así como ciertas prácticas esotéricas derivadas del Mykkyo, sistema espiritual japonés esotérico.
En realidad, no puede considerarse al antiguo ninjutsu como un arte marcial tradicional más; en el sentido clásico del término, ya que las disciplinas que el ninja debía conocer iban mucho más allá de las técnicas de lucha o de combate con y sin armas.

### Koppōjutsu
El Koppojutsu es un arte marcial japonés antiguo del siglo XII que consiste en controlar, atacar y romper los huesos y articulaciones del cuerpo humano.

## Gendai budō
Gendai Budo (現代武道: げんだいぶどう), que literalmente significa "camino marcial moderno", es un término genérico utilizado para describir las artes marciales japonesas que se consideran "modernas". Es decir, ya sea un arte fue fundado después del inicio de la Restauración Meiji en 1868, o un arte que ha cambiado su metodología de tal manera que perdió su estado koryū, y ahora se considera gendai budō. Aikido y judo son ejemplos de gendai budo que se fundaron en la era moderna, mientras que el Kendo y el iaido representan la modernización de prácticas que han existido durante siglos.

### Kendo
Kendo (剣道: けんどう kendo), que significa "camino de la espada", se basa en la lucha con espada japonesa. Es una evolución del arte del kenjutsu, y sus ejercicios y la práctica son descendientes de varias escuelas particulares de manejo de la espada. La principal influencia técnica en su desarrollo fue la escuela de kenjutsu Itto-Ryu (fundada hacia el siglo XVI d. C.), cuya actividad principal giraba en torno a la filosofía el concepto de que todas las huelgas en el manejo de la espada giran en torno a la técnica kiri-Oroshi (corte vertical hacia abajo). La forma moderna del kendo realmente comenzó a tomar forma con la introducción de las espadas de bambú, llamada shinai, y el conjunto de la armadura ligera de madera, llamados Bogu, por Naganuma Sirōzaemon Kunisato (长 沼 四郎 左卫 门 国 郷, desde 1688 hasta 1767), Lo que permitió la práctica de la huelga a toda velocidad y potencia sin riesgo de lesiones a los competidores.

### Judo

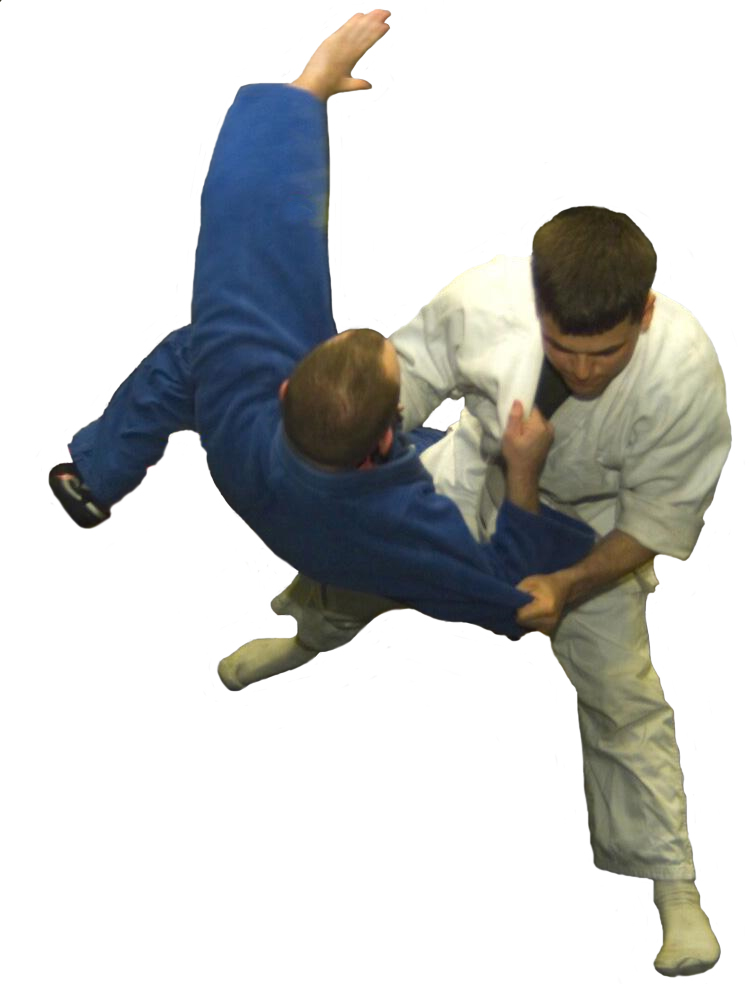
Jóvenes practicando Judo.

Judo (柔道: じゅうどう), que literalmente significa "camino suave" o "camino de la suavidad", es un arte marcial moderno, basado en las técnicas de dos estilos del jujutsu clásico (Tenjin Shin'yō-ryū y Kitō-ryū) como estrangulaciones, luxaciones en las articulaciones y proyecciones, es practicado como uno de los sistemas de combate más efectivos del mundo y también como deporte olímpico. Contiene sustancialmente el mismo énfasis en el personal, espiritual y físico de superación de sus practicantes como se puede encontrar a lo largo de gendai budo.

### Aikidō
El aikidō (合気道、合氣道 "el camino de la energía y la armonía") es un gendai budō o arte marcial moderno del Japón. Fue desarrollado inicialmente por el maestro Morihei Ueshiba (1883-1969), aproximadamente entre los años de 1930 y 1960, a partir de varias escuelas clásicas como el  Daitō-ryū Aikijujutsu, el Hozoin Ryu sojitsu, El yagyu Shinkage Ryu ryu kenjutsu, el jukendo y el judo.  El aikido se compone de luxaciones, proyecciones, derribos, y de algunos golpes, así como el trabajo con representaciones en madera de algunas armas tradicionales como el bokken o espada de madera, la lanza corta o Jō, y el puñal o Tantō. Sin embargo, y a diferencia de otros sistemas, el aikido como arte marcial busca una defensa personal con autocontrol, donde se respeta la integridad física del opuesto.
La característica fundamental del Aikido es la búsqueda de la neutralización del contrario en situaciones de conflicto, dando lugar a la derrota del adversario sin dañarlo, en lugar de simplemente destruirlo o humillarlo, buscando la solución más armónica posible. El Aikido busca formar a sus practicantes como promotores de la paz debido a estar fuertemente influenciado por el sintoísmo y el budismo zen.

### Karate-Do
Karate (空手：からて) significa literalmente "mano vacía". Sin embargo, la palabra "karate", escrita con ideogramas homofónicos significa "China la mano", en lugar de "mano vacía". También es llamado "el camino de la mano vacía" (空手道 Karate-do).
El karate moderno se originó en Okinawa, antes conocido como el Reino Ryukyu, pero hoy día es una prefectura del actual Japón. El karate es una fusión de las preexistentes artes marciales de Okinawa, llamadas "te" y "tegumi", y las artes marciales chinas o kung fu. Es un arte que ha sido adoptado en las islas principales del Japón como Honshu. Se caractiza fundamentalmente por el uso de los golpes a mano abierta, puñetazos y patadas, y la enseñanza de formas o kata en solitario. Algunos estilos enseñan de forma paralela el uso de algunas armas tradicionales pertenecientes al arte del kobudo de Okinawa, como el "bo" o bastón largo, los bastones medios dobles o "nunchakus", las macanas o "tonfa", los tridentes dobles o "sai", entre otras.

### Kyūdō
Kyūdō (弓道:きゅうどう?), que literalmente significa "camino del arco", es el arte japonés de la arquería.
Es un arte marcial japonés tradicional formativo o (gendai budō); no debe confundirse con el Yabusame, que es el tiro con arco a caballo, ni con el Kyūjutsu, que es únicamente la técnica del tiro.
Se estima que existen aproximadamente medio millón de practicantes del kyūdō; es practicado por hombres y mujeres de todas las edades.

### Shorinji Kempo
Shorinji Kempo (少林寺拳法) es un arte marcial japonés moderno (Gendai Budō) que se difundió a finales de la Segunda Guerra Mundial en Japón. El término Shorinji en japonés alude al templo Shaolín (en China) mientras Kempo es la palabra japonesa para referirse al Quan Fa (artes marciales de China, también llamado "Kung Fu").
El Shorinji Kempo comenzó en Japón en 1947, concebido por Kaiso (fundador) Nakano Michiomi más conocido por su nombre budista So Doshin como un sistema para cultivar a la población con "las enseñanzas", "las técnicas" y "el sistema educativo" tradicional de la cultura oriental. Sus técnicas incluyen golpes, patadas, lanzamientos y luxaciones. 